# Совка земляна каймиста
Сóвка землянá кайми́ста — метелик родини Совки (Noctuidae).

## Зовнішній вигляд
Метелик має 24–30 мм розмах крил. Виду притаманний статевий диморфізм: у самців передні крила темно-коричневі, у самок — світлі, оранжево-жовті, із зовнішньою поперечною смугою. У обох статей на передніх крилах є брунькоподібні та кільцеві плями зі світлим облямуванням. Задні крила жовті або яскраво-руді, із широкою чорною смугою . Описано декілька кольорових варіацій цього виду. Дорослі гусениці червонувато-охрових кольорів, зі світлою лінією на спині, боки палеві, верх і боки із коричневими цяточками. Дихальця облямовані чорним.

## Поширення
Ареал виду охоплює більшу частину Палеарктики: від Західної Європи до Західного Сибіру, Туркменістану, Туреччини та Ірану. Вид зустрічається по всій Україні.

## Спосіб життя
Імаго активні у нічний час, із червня до вересня. Вид розвивається у двох поколіннях на рік із літньою діапаузою. Метеликів можна побачити на узліссях, галявинах, орних землях, у балках, садах, парках від середини квітня до червня. Гусінь є поліфагом. Вона живиться листям первоцвіту, малини, ожини, кульбаби, конюшини, винограду, верби, щавлю, кропиви та низки інших трав'янистих та чагарникових рослин. В горах Центральної Європи особин цього виду можна віднайти на висоті до 2500 м.

## Значення в природі та житті людини
Подібно до інших біологічних видів, земляна каймиста совка є невід'ємною ланкою природних екосистем — споживаючи рослинні тканини й стаючи здобиччю тварин — хижаків та паразитів.
Вид занесений до Червоних книг декількох регіонів Росії